# Žunovi
Žunovi (en serbe cyrillique : Жунови) est un village de Bosnie-Herzégovine. Il est situé sur le territoire de la ville d'Istočno Sarajevo, dans la municipalité de Sokolac et dans la république serbe de Bosnie. Selon les premiers résultats du recensement bosnien de 2013, il compte 21 habitants.

## Géographie
Le village est situé au bord de la rivière Bioštica, un affluent droit de la Krivaja.

## Démographie

### Évolution historique de la population dans la localité
| 1948 | 1953 | 1961 | 1971 | 1981 | 1991 | 2013 |
| ---- | ---- | ---- | ---- | ---- | ---- | ---- |
| -    | -    | 168  | 140  | 89   | 53   | 21   |

|  |

### Répartition de la population par nationalités (1991)
En 1991, les 53 habitants du village étaient tous serbes.